# لاسلو وادنای
لاسلو وادنای (مجاری: László Vadnay؛ ۶ ژوئن ۱۹۰۴ – ۱۸ آوریل ۱۹۶۷) فیلم‌نامه‌نویس اهل مجارستان بود.
از فیلم‌ها یا مجموعه‌های تلویزیونی که وی در آن‌ها نقش داشته است، می‌توان به قصه‌های بوداپست اشاره نمود.